# Студенци (Невесиње)
Студенци су насељено мјесто у општини Невесиње, Република Српска, БиХ. Према попису становништва из 1991. у насељу је живјело 12 становника.

## Становништво
| Националност | 1991. | 1981. | 1971. | 1961. |
| Срби         | 12    | 29    | 47    | 62    |
| непознато    |       |       | 1     | 3     |
| Укупно       | 12    | 29    | 48    | 65    |

| Демографија | Демографија | Демографија |
| Година      | Становника  | Становника  |
| ----------- | ----------- | ----------- |
| 1961.       | 65          |             |
| 1971.       | 48          |             |
| 1981.       | 29          |             |
| 1991.       | 12          |             |